# Jacqueline Pascal

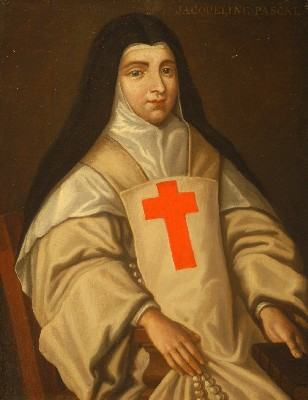
Jacqueline Pascal (1625–1661)

Jacqueline Pascal (* 4. Oktober 1625 in Clermont-Ferrand; † 4. Oktober 1661 in Port-Royal des Champs) war eine französische Schriftstellerin und Nonne.
Jacqueline Pascal war das dritte und jüngste Kind ihrer Eltern Etienne und Antoinette. Ihr Bruder Blaise war zwei Jahre älter. Sie schrieb schon mit acht Jahren Gedichte und im Alter von elf Jahren eine Komödie in fünf Akten, die unter ihrer Regie zur Aufführung kam. Im Jahr 1638 erschien ein Gedichtband und sie erlangte als Wunderkind nationale Bekanntheit und wurde von Königin Anna von Österreich an den Hof eingeladen. Ein Jahr später erwirkte sie von Kardinal Richelieu die Begnadigung ihres Vaters, der aufgrund politischer Unruhen in Ungnade gefallen und ins Ausland geflüchtet war. Ermutigt von Pierre Corneille beteiligte sie sich erfolgreich an einem Dichterwettbewerb mit einem Palinod, einem Gedicht zu Ehren von Mariae Empfängnis.
1646 wurde Pascal zusammen mit ihrem Vater und ihrem Bruder zu einer Anhängerin des Jansenismus. Nach intensivem Studium der jansenistischen Literatur sah sie es gegen den Widerstand von Vater und Bruder als ihre Berufung, sich dem Konvent Port-Royal anzuschließen. Nach dem Tod ihres Vaters trat sie am 4. Januar 1652 in die Abtei  ein und legte am 5. Juni 1653 unter dem Namen „Schwester Jacqueline de Saint-Euphémie“ ihre Gelübde ab. In ihren 10 Jahren in der Abtei Port-Royal der Paris übernahm sie wichtige Ämter wie das der Schulleiterin und später der stellvertretenden Priorin. Sie setzte auch ihre schriftstellerische Tätigkeit fort und verfasste unter anderem eine Schrift zur Kindererziehung („Règlement pour les enfants“, 1657) sowie biographische und autobiographische Texte. Im November 1659 verließ Pascal die Abtei Port-Royal de Paris und zog in die Mutterabtei des Ordens, Port-Royal des Champs.
Als Zentrum des Jansenismus war der Port-Royal des Champs in den Jahren nach Pascals Eintritt zunehmender Verfolgung ausgesetzt. Sie trat entschieden gegen päpstliche Bullen auf, die den Jansenismus verdammten, und widersetzte sich lange den Forderungen, sich von den verdammten Ansichten zu distanzieren. Unter heftigem Druck und unter Vorbehalt unterschrieb aber sie schließlich wie alle Nonnen des Klosters eine entsprechende Erklärung. Wenig später starb sie nach kurzer Krankheit.
Jacqueline Pascals Werke wurden von ihrer Schwester Gilberte Périer kopiert und erst 1845 von Victor Cousin und Armand Prosper Faugère unabhängig voneinander vollständig herausgegeben.